# ایشی هیمه
ایشی هیمه (به ژاپنی: 石姫皇女 Ishi-hime) یکی از امپراتریس‌های ژاپن، همسر بیست و نهمین امپراتور ژاپن، امپراتور کین‌می بود. همسر دیگر امپراتور کین‌می سوگا نو کیتاشی هیمه نام داشت. ایشی هیمه دختر امپراتور سنکا بود.
- پسر اول: شاهزاده یاتا نو تاماکاتسو نو او (箭田珠勝大兄皇子، متوفی ۵۵۲)
- پسر دوم: شاهزاده نوناکورا فوتوتاما-شیکی (渟中倉太珠敷尊)، بعدها امپراتور بیداتسو
- پرنسس کاسانوی (笠縫皇女)